# Prouzel
Prouzel – miejscowość i gmina we Francji, w regionie Hauts-de-France, w departamencie Somma.
Według danych na rok 1990 gminę zamieszkiwały 502 osoby, a gęstość zaludnienia wynosiła 97 osób/km² (wśród 2293 gmin Pikardii Prouzel plasuje się na 535. miejscu pod względem liczby ludności, natomiast pod względem powierzchni na miejscu 857.).